# Behangerswesp
De behangerswesp (Discoelius zonalis) is een vliesvleugelig insect uit de familie van de plooivleugelwespen (Vespidae). De wetenschappelijke naam van de soort is voor het eerst geldig gepubliceerd in 1801 door Georg Wolfgang Franz Panzer.